# Wojciech Basik
Wojciech Basik (ur. 23 kwietnia 1919 w Korbielowie, zm. 15 marca 2008) – polski rolnik, Sprawiedliwy wśród Narodów Świata.

## Życiorys
Był synem Szczepana i Katarzyny, miał brata Rudolfa. W czasie II wojny światowej mieszkał we wsi Korbielów (woj. śląskie). 
W 1944 r. niejaki Gnaczyński poprosił Rudolfa o pomoc w ukryciu pochodzącego z Ołomuńca Żyda, uciekiniera z obozu koncentracyjnego. W ten sposób poznał czechosłowackiego Żyda, Roberta Wolfa, który uciekł z KL Auschwitz III Monowitz. Zabrał go do domu i ukrył w kryjówce w spichlerzu. Przy wsparciu rodziny zaopatrywał go w żywność. Jego działaniom przyglądało się miejscowe Gestapo. Basik był kilkukrotnie przesłuchiwany i torturowany, nie wyjawił jednak miejsca ukrycia Wolfa. Po kilkudziesięciu latach Basik tak wspominał groźby ze strony Niemców: „w czasie przesłuchania posługiwał się kolbą karabinu, a rezultatem tego przesłuchania były moje zęby na podłodze, które po przyjściu [Alfreda] Ekieta [komendanta miejscowego posterunku policji] skrzętnie pozbierałem do papierka i wyszedłem, albowiem ten mnie całkowicie zwolnił”. Dzięki heroiczności Basika, Wolf przebywał w gospodarstwie aż do wyzwolenia w styczniu 1945 r. Ostatnie tygodnie spędził w przygotowanej przez Wojciecha i Rudolfa skrytce w stajni, gdzie mieszkał w zbitej z desek budzie obłożonej snopkami zboża.
2 czerwca 1993 r. Wojciech Basik przyznany przez instytut Jad Waszem medal Sprawiedliwy wśród Narodów Świata.